# Tàurids
Els tàurids són una pluja de meteors anual associada amb el cometa Encke (australs) i l'asteroide 2004 TG10 (boreals). Realment, els tàurids són dues pluges de meteors diferents, amb un component sud i un altre nord. Els tàurids australs es van originar a partir del cometa Encke, mentre que els tàurids boreals van fer-ho a partir de l'asteroide 2004 TG10. S'anomenen tàurids pel seu radiant, el qual es troba a la constel·lació de Taure. Per la seva aparició a finals d'octubre i principis de novembre, en el món anglosaxó són anomenats també Halloween fireballs (boles de foc de Halloween).
Tant el cometa Encke com els tàurids podrien ser remanents d'un altre cometa molt més gros, que es desintegrà ara fa uns 20.000 o 30.000 anys en diversos fragments. Com a conseqüència de que la Terra triga algunes setmanes en creuar els fragments del cometa a l'espai, la pluja té un període d'activitat relativament llarg, sobretot si es compara amb altres pluges amb períodes més curts. El material que produeix els tàurids és més pesant que l'habitual en les pluges: materials de mida grava o còdol en comptes de pols.

## Generalitats
Típicament, els tàurids presenten una taxa horària zenital de 5 meteors per hora, movent-se al llarg del cel a 28 km/s. Si el material és més gros que un còdol, els meteors poden esdevenir bòlids més brillants que la Lluna i poden arribar a deixar rastres de fum.

## Tàurids boreals i tàurids australs
Com a conseqüència de les pertorbacions gravitacionals d'altres planetes, especialment Júpiter, els tàurids inicials se separaren en el temps, formant-se així els tàurids boreals i els tàurids australs. Els tàurids australs són observables des del 10 de setembre fins al 20 de novembre, mentre que els tàurids boreals són observables entre el 20 d'octubre i el 10 de desembre. Els beta-Tàurids i els zeta-Perseids són també seccions transversals del mateix material que genera tant els tàurids boreals com els australs. Aquestes pluges, però, no són observables en produir-se durant les hores de Sol del dia.

## Bòlids
L'any 1993 es va predir un pic d'activitat per a l'any 2005. Al voltant de Tots Sants de 2005, van observar-se "boles de foc" (per això als tàurids també se'ls coneix com a boles de foc de Halloween). Durant els tàurids australs de 2013 van observar-se boles de foc a Califòrnia, Arizona, Nevada i Utah.